# Roff
roff je značkovací jazyk pro psaní na psacím stroji. Jedná se o první unixový sázecí program. Je předchůzdem systémů pro zpracování dokumentů nroff a troff. Roff byla unixová verze runoff programu pro formátování textu z Multics, což byl potomek RUNOFF pro CTSS.

## Historie
roff je potomkem programu RUNOFF od Jerryho Saltzera, který běžel na CTSS. Douglas McIlroy a Robert Morris napsali runoff pro Multics v BCPL na základě Saltzerova programu napsaného v assembleru MAD. Jejich program byl přepsán Kenem Thompsonem do jazyka assembleru PDP-7 pro jeden z prvních operačních systémů Unix, přibližně v roce 1970.
Když byl koncem roku 1970 pořízen první PDP-11 pro Unix, byl roff v roce 1971 přepsán do sestavy PDP-11.
roff vysadil manuálové stránky pro verze 1 až 3 Unixu, a když to patentové oddělení Bell Labs začalo používat, stala se první unixovou aplikací s externím klientem.